# الیزابت وایکلیف
الیزابت وایکلیف (به انگلیسی: Elizabeth Wycliffe) (زادهٔ ۱۴ مارس ۱۹۸۳) شناگر اهل کانادا است.